# Imre Thököly
Grev Imre Thököly de Késmárk (ungarsk Imre Thököly, Tököly eller Tökölli, kroatisk Mirko Thököly, slovakisk Imrich Tököli, 25. april 1657 – 13. september 1705) var en ungarsk statsmand, leder af en anti-Habsburg opstand, vasal-konge af Øvre Ungarn (1682 – 1685) og kortvarigt fyrste af Transsylvanien (1690).